# Candice McLeod
Candice McLeod (* 15. November 1996) ist eine jamaikanische Leichtathletin, die sich auf den 400-Meter-Lauf spezialisiert hat.

## Leben
Candice McLeod studiert Finanzbuchhaltung an der University of the West Indies in Mona. Sie wird von Fitz Coleman trainiert.

## Sportliche Laufbahn
McLeod bestritt 2013 ihre ersten Wettkämpfe über 400 Meter gegen die nationale Konkurrenz. Damals belegte sie den fünften Platz bei den U18-Meisterschaften Jamaikas. 2014 steigerte sie ihre Bestzeit auf 55,68 s. Ein Jahr später lief sie im März 53,77 s. Anschließend verpasste sie bei ihrer ersten Teilnahme an den Jamaikanischen Meisterschaften der Erwachsenen den Einzug in das Finale. Ende Juli trat sie bei den U20-Meisterschaften Panamerikas im kanadischen Edmonton an und verpasste im Einzel über 400 Meter als Vierte ihres Vorlaufes den Einzug in die nächste Runde. Zwei Tage später bestritt sie das Finale mit der 4-mal-400-Meter-Staffel und konnte mit dieser eine Silbermedaille gewinnen. In den folgenden Jahren konnte sie sich zunächst nicht steigern und probierte sich zwischendurch auch über 800 Meter und im 400-Meter-Hürdenlauf. 2019 stellte McLeod im Juni mit 52,41 s erstmals wieder eine Bestzeit über 400 Meter auf. Anschließend wurde sie Siebte bei den Jamaikanischen Meisterschaften und verbesserte sich danach noch auf 52,28 s. Im Sommer 2019 bestritt sie einige Wettkämpfe auf dem Europäischen Kontinent, in erster Linie in Belgien.
Im Laufe der Saison 2021 verbesserte McLeod insgesamt sechsmal ihre Bestzeit, zuletzt auf 49,91 s bei den Jamaikanischen Meisterschaften, womit sie die Silbermedaille gewann und sich die Qualifikation für die Teilnahme an den Olympischen Sommerspielen in Tokio sicherte. Dort ging sie Anfang August an den Start und erreichte mit erneuter Bestzeit von 49,51 s das Finale, das sie mit 49,87 s auf dem fünften Platz beendete. Einen Tag später lief sie als Teil der jamaikanischen Staffel das Finale über 4-mal 400 Meter, in dem sich das Quartett die Bronzemedaille sicherte und McLeod zugleich ihre erste internationale Medaille bei den Erwachsenen. 2022 trat sie in den USA zu ihren ersten Weltmeisterschaften an. Zunächst im Einzel über 400 Meter zog sie in das Finale ein, das sie als Siebte beendete. Zum Abschluss der Weltmeisterschaften konnte sie mit der jamaikanischen 4-mal-400-Meter-Staffel Silber, und damit ihre erste WM-Medaille, gewinnen.

## Wichtige Wettbewerbe
| Jahr                | Veranstaltung                 | Ort                 | Platz               | Disziplin           | Zeit                |
| Startet für Jamaika | Startet für Jamaika           | Startet für Jamaika | Startet für Jamaika | Startet für Jamaika | Startet für Jamaika |
| ------------------- | ----------------------------- | ------------------- | ------------------- | ------------------- | ------------------- |
| 2015                | U20-Panamerikameisterschaften | Edmonton            | 4. (Vorlauf)        | 400 m               | 54,59 s             |
| 2015                | U20-Panamerikameisterschaften | Edmonton            | 2.                  | 4 × 400 m           | 3:38,77 min         |
| 2021                | Olympische Sommerspiele       | Tokio               | 5.                  | 400 m               | 49,87 s             |
| 2021                | Olympische Sommerspiele       | Tokio               | 3.                  | 4 × 400 m           | 3:21,24 min         |
| 2022                | Weltmeisterschaften           | Eugene              | 7.                  | 400 m               | 50,78 s             |
| 2022                | Weltmeisterschaften           | Eugene              | 2.                  | 4 × 400 m           | 3:20,74 min         |
| 2023                | Weltmeisterschaften           | Budapest            | 7.                  | 400 m               | 51,08 s             |
| 2023                | Weltmeisterschaften           | Budapest            | 2.                  | 4 × 400 m           | 3:20,88 min         |

## Persönliche Bestleistungen
Freiluft
- 200 m: 23,41 s, 1. Mai 2021, Kingston
- 400 m: 49,51 s, 4. August 2021, Tokio